# Monohelea spathulata
Monohelea spathulata är en tvåvingeart som beskrevs av Remm 1993. Monohelea spathulata ingår i släktet Monohelea och familjen svidknott.
Artens utbredningsområde är Armenien. Inga underarter finns listade i Catalogue of Life.